# Psychotria tatamana
Psychotria tatamana är en måreväxtart som beskrevs av Paul Carpenter Standley. Psychotria tatamana ingår i släktet Psychotria och familjen måreväxter. Inga underarter finns listade i Catalogue of Life.